# Tweede Kamerverkiezingen 2021/Kandidatenlijst/D66
Van de kandidatenlijst voor de Tweede Kamerverkiezingen van 2021 van Democraten 66 (D66) werd op 11 november 2020 de conceptversie bekendgemaakt. Na een open stemming onder leden werden er nog flink wat verandering aangepast, waarna de definitieve lijst bekendgemaakt werd op 2 december 2020.

## De lijst
- vet: verkozen
- schuin: voorkeurdrempel overschreden

1. Sigrid Kaag - 1.237.897 stemmen
2. Rob Jetten - 45.771
3. Vera Bergkamp - 29.613
4. Jan Paternotte - 6.685
5. Sjoerd Wiemer Sjoerdsma - 4.929
6. Salima Belhaj - 15.414
7. Steven van Weyenberg[a] - 1.290
8. Tjeerd de Groot - 4.856
9. Hanneke van der Werf - 13.935
10. Raoul Boucke - 3.518
11. Paul van Meenen - 1.692
12. Hans Vijlbrief - 947
13. Jeanet van der Laan - 10.489
14. Joost Sneller - 933
15. Wieke Paulusma - 14.933
16. Faissal Boulakjar - 2.875
17. Hülya Kat - 15.620
18. Sidney Smeets - 2.039
19. Rens Raemakers - 9.699
20. Jorien Wuite - 15.898
21. Kiki Hagen - 24.485
22. Lisa van Ginneken - 10.969
23. Alexander Hammelburg - 841
24. Romke de Jong - 2.280
25. Marijke van Beukering-Huijbregts[a] - 2.215
26. Anne-Marijke Podt[a] - 3.919
27. Fonda Sahla[b][a] - 3.087
28. Hind Dekker-Abdulaziz[a] - 7.806
29. Sjoerd Warmerdam[b][a] - 628
30. Nazmi Türkkol - 2.537
31. Hans Teunissen[a] - 1.564
32. Carline van Breugel[b] - 15.004
33. Joan Nunnely - 6.146
34. Meryem Cimen - 1.555
35. Loes ten Dolle - 4.120
36. Mahjoub Mathlouti - 404
37. David Kuijper - 196
38. Marleen van der Meulen - 1.506
39. Marcel Beukeboom - 555
40. Ojanne de Vries-Chang - 1.981
41. Kirsten Wilkeshuis - 367
42. Stijn Warmenhoven - 661
43. Wybren Bakker - 567
44. Marc van Opstal - 481
45. Marieke Vellinga-Beemsterboer - 837
46. Marja Lust - 7.009
47. Sonja Paauw - 1.632
48. Christine Bel - 1.171
49. Suat Kutlu - 740
50. Robert Kuipers - 593
51. Robin de Roon - 194
52. Gabriëlle Bekhuis - 167
53. Stef Stevens - 327
54. Marion Loor - 168
55. Pepijn Vemer - 197
56. Vinesh Lalta - 552
57. Rosita Girjasing - 701
58. Rob Hofland - 230
59. Constance Tiemens - 204
60. Eli Geoffroy - 158
61. Sarah Berckenkamp - 160
62. Laura Neijenhuis - 417
63. Bas de Leeuw - 242
64. Gjin Ceca - 337
65. Emma Laurijssens van Engelenhoven - 519
66. Teresa da Silva Marcos - 330
67. Monique Zwetsloot - 287
68. Caecilia Johanna van Peski - 419
69. Rosanna Huertas Mulckhuyse - 339
70. Yasin Elmaci - 160
71. Corine van Dun - 165
72. regionale lijstduwer
73. regionale lijstduwer
74. regionale lijstduwer
75. Fatma Koşer Kaya - 536
76. Jan van de Ven - 321
77. Marietje Schaake - 363
78. Sumer Chaban - 1.116
79. Stientje van Veldhoven - 548
80. Kajsa Ollongren - 3.123

## Regionale lijstduwers
De plaatsen 72 t/m 74 op de lijst zijn per kieskring verschillend ingevuld.

### Groningen
1. Jelle Tiemersma - 182
2. Peter Gerrits - 46
3. Fleur Gräper-van Koolwijk - 300

### Leeuwarden
1. Jieskje Hollander - 144
2. Magda Berndsen - 47
3. Hayo Apotheker - 104

### Assen
1. Henk Pragt - 67
2. Anry Kleine Deters - 348
3. Bob Bergsma - 176

### Zwolle
1. Martijn Braber - 395
2. Margreet Overmeen-Bakhuis - 325
3. Jaimi van Essen - 254

### Lelystad
1. Sanne de Wilde - 102
2. Maaike Veeningen - 134
3. Michiel Rijsberman - 32

### Nijmegen
1. Henk Beerten - 124
2. Ashley Karsemeijer - 47
3. Michiel Scheffer - 82[c]

### Arnhem
1. Martijn Leisink - 193
2. Céline Blom - 310
3. Michiel Scheffer - 31[c]

### Utrecht
1. Pim van den Berg - 111
2. Hayat Chidi - 67
3. Robbert Kalff - 46

### Amsterdam
1. Elise Moeskops - 39
2. Mirik Milan Gelders - 17
3. Reinier van Dantzig - 40

### Haarlem
1. John Nederstigt - 35
2. Gerdien Knikker - 87
3. Floor Gordon-de Bruijn - 149

### Den Helder
1. Astrid van de Wetering - 48
2. Ilse Zaal - 197
3. Elly Konijn-Vermaas - 289

### 's-Gravenhage
1. Marjolein de Jong - 26
2. Laurens Jan Brinkhorst - 19
3. Eelco Keij - 404

### Rotterdam
1. Cemile Sezer - 71
2. Said Kasmi - 59
3. Elene Walgenbach - 39

### Dordrecht
1. Gerard Schouw - 54
2. Anouschka Biekman - 78
3. Emre Hoogduijn - 99

### Leiden
1. Lia de Ridder - 50
2. Thierry van Vugt - 79
3. Robert Strijk - 35

### Middelburg
1. Margie de Nijs - 205
2. Jeroen van de Merwe - 101
3. Ton Veraart - 111

### Tilburg
1. Eva van Wijngaarden - 360
2. Carinne Elion-Valter - 133
3. Hodo Hassan - 63

### 's-Hertogenbosch
1. Robin Verleisdonk - 335
2. Dianne Schellekens - 421
3. Truus Houtepen-Kunnen - 186

### Maastricht
1. Leon Vaessen - 163
2. Marlou Jenneskens - 931
3. Peter Thuis - 91

### Bonaire
1. Thomas Hellebrand - 0
2. Dylan Romeo - 3
3. Jurenne Hooi - 8

VVD · PVV · CDA · D66 · GroenLinks · SP · PvdA · ChristenUnie · Partij voor de Dieren · 50PLUS · SGP · DENK · FVD · BIJ1 · JA21 · Code Oranje · Volt · NIDA · Piratenpartij · LP · JONG · Splinter · BBB · NLBeter · LHK · OPRECHT · JEZUS LEEFT · TROTS · UCF · Lijst 30 · PvdE · DFP · VSN · WZNL · Modern Nederland · De Groenen · PvdR
1967 · 1971 · 1972 · 1977 · 1981 · 1982 · 1986 · 1989 · 1994 · 1998 · 2002 · 2003 · 2006 · 2010 · 2012 · 2017 · 2021 · 2023